# Пясковський Ігор Болеславович
Ігор Болеславович Пясковський (15 грудня 1946, Відень, Австрія — 1 липня 2012) — український музикознавець, доктор мистецтвознавства, професор, завідувач кафедри теорії музики Національної музичної академії України імені П. І. Чайковського у 2007–2012 роках.
1970 року закінчив історико-теоретичний факультет Київської консерваторії у Ф. І. Аерової. Факультативно займався композицією у Ю. Я. Іщенка, навчався в аспірантурі (1970–1974), з 1973 р. — старший викладач кафедри історії української і російської музики, пізніше — доцент, згодом професор кафедри теорії музики Київської консерваторії. 1990 року захистив докторську дисертацію («Логіко-конструктивні принципи музичного мислення»), з 2007 р. — завідувач кафедри теорії музики.
Автор монографії «Логика музыкального мышления» (К., 1987), посібника з поліфонії для вищих музичних закладів (К., 2003), статей з питань феномену та еволюції музичного мислення, проблем музичної семіотики, комп'ютерного аналізу та синтезу музичних текстів. Автор Сонати для флейти і фортепіано (видана 1973).

## Вибрані публікації
- Деякі питання інтонаційної генези та розвитку модуляційних явищ // Українське музикознавство: сб. ст. Вип. 8. — К.: Музична Україна, 1973. — С. 60-77.
- Гносеологический анализ средств отражения в музыкальном творчестве // Этика и эстетика: сб. ст. Вип. 22. — К.: Видавництво Київського держ. університету, 1979. — C. 111–118.
- Симфонічна і камерно-інструментальна музика. 1981, у співавторстві.
- Проблемні методи навчання в курсі поліфонії на прикладі дослідження ймовірнисно-статистичної моделі експозицій фуг «Добре темперованого клавіру» Й. С. Баха // Методика викладання музично-теоретичних та музично-історичних дисциплін: сб. ст. — К.: Музична Україна, 1983. — С.21-35.
- Дослідження музичної культури. 1983.
- Деякі нові аспекти дослідження музичного фольклору // Народна творчість та етнографія. К. — 1984 — С. 15-22.
- Логика музыкального мышления / информационная справка. — К.: Інформцентр з питань культури та мистецтва держ. бібліотеки УССР ім. КПРС, 1984. — 14 с.
- Анализ средств отражения в музыкальном искусстве //Методология и методика анализа музыкальных произведений: сб. научн. трудов. — К.: Київська держ. консерваторія ім. П. І. Чайковського, 1984. — С. 21-51.
- Критика конструктивизма в творчестве буржуазных композиторов-неоформалистов XX века // Критика модернистских течений в западном музыкальном искусстве XX века: сб.ст. — К.: Музична Україна, 1984. — С. 21-51.
- Взаимодействие модальных и тонально-функциональных принципов в музыкальном мышлении И. С. Баха // И. С. Бах и современность: сб. ст. — К.: Музична Україна, 1985. — C. 100–111.
- Логика музыкального мышления. — К.: Музична Україна, 1987. — 179,[3] с., з нот. прикл.
- Символическая логика как инструмент исследования логико-конструктивных принципов музыкального мышления // Музыкальное мышление: проблемы анализа и моделирования: сб. научн. трудов. — К.: Київська держ. консерваторія ім. П. І. Чайковського, 1988. — С. 24-30.
- К проблеме историко-стилевой эволюции музыкального мышления // Музыкальное мышление: сущность, категории, аспекты исследования: сб. ст. — К.: Музична Україна, 1989. — С. 141–152.
- Логико-конструктивные принципы музыкального мышления: автореферат диссертация на соискание учёной степени доктора искусствоведения[недоступне посилання з липня 2019]. — Київ. держ. консерваторія ім. П. І. Чайковського, 1989. — 35 c.
- Хрестоматия по истории украинской музыки [Ноти]: учебное пособие для студентов муз. вузов / сост. Г. И. Ткаченко, И. Б. Пясковский, ред. Е. Зобкова. — Москва: Музыка, 1990. — 192 с.
- М. Скорик та А. Шенберг // Мирослав Скорик. Науковий вісник Національної музичної академії України ім. П. І. Чайковського. Вип. 10. — К. : НМАУ, 2000. — С. 35-40.
- Поліфонія: навч. посібник. — К. : ДМЦНЗКіМУ, 2003. — 242 с.
- Теоретичне музикознавство в дослідженні української національної музичної культури // Мистецтвознавство України. Збірник наукових праць. Вип. 10. — К. : Академія мистецтв України, Інститут проблем сучасного мистецтва АМУ, 2009. — С. 75-78.
- Логічне і художнє в музичному мисленні // Часопис Національної музичної академії України імені П. І. Чайковського № 1 (2), К. : НМАУ ім. П. І. Чайковського, 2009. — С. 21-25.
- До питання цілісності міфологічної системи української народнопісенної творчості // Часопис Національної музичної академії України імені П. І. Чайковського № 2 (3), К. : НМАУ ім. П. І. Чайковського, 2009. — С. 107–114.
- Музика і кібернетика: все ще актуальне зіставлення понять // Часопис Національної музичної академії України імені П. І. Чайковського № 3 (4), К. : НМАУ ім. П. І. Чайковського, 2009. — С. 90-103.
- Шлях історичного розвитку поліфонічної обробки // Часопис Національної музичної академії України імені П. І. Чайковського № 3 (8), К. : НМАУ ім. П. І. Чайковського, 2010. — С. 73-85.
- Інтерпретаційні механізми в імітаційній поліфонії // Часопис Національної музичної академії України імені П. І. Чайковського № 1 (10), К. : НМАУ ім. П. І. Чайковського, 2011. — С. 31-39.
- Музика і космос // Часопис Національної музичної академії України імені П. І. Чайковського № 2 (11), К. : НМАУ ім. П. І. Чайковського, 2011. — С. 111–117.
- Музично-теоретичні ідеї Михайла Вериківського // Часопис Національної музичної академії України імені П. І. Чайковського № 3 (12), К. : НМАУ ім. П. І. Чайковського, 2011. — С. 112–121.
- Плюралістичні та європоцентристські концепції у музикознавстві // Часопис Національної музичної академії України імені П. І. Чайковського № 4 (13), К. : НМАУ ім. П. І. Чайковського, 2011. — С. 90-101.
- «Чотири українські пісні» Леоніда Грабовського // Часопис Національної музичної академії України імені П. І. Чайковського № 1 (14), К. : НМАУ ім. П. І. Чайковського, 2012. — С. 106–121.
- Поліфонія в українській музиці: навч. посібник. До 100-річчя Національної музичної академії України імені П. І. Чайковського. — К. : НМАУ ім. П. І. Чайковського, 2012. — 272 с.
- Музично-теоретичні ідеї Михайла Вериківського // Науковий вісник Національної музичної академії України імені П. І. Чайковського . — 2014. — Вип. 112. — С. 52-65.